# سیارک ۲۵۹۳۳
سیارک ۲۵۹۳۳ (به انگلیسی: 25933 Ruoyijiang، نامگذاری:2001DM73)۲۵۹۳۳مین سیارک کشف شده‌است که در ۱۹ فوریه ۲۰۰۱ کشف شد.